# Siabal
Siabal (llamada oficialmente San Lourenzo de Siabal) es una parroquia y un lugar del municipio español de Paderne de Allariz, en la provincia de Orense, Galicia.

## Toponimia
La parroquia también es conocida por el nombre de San Lorenzo de Siabal.

## Organización territorial
La parroquia está formada por nueve entidades de población:
- Alén
- Arrabaldo
- El Silvar (O Silvar)
- Hermide (Ermide)
- La Vacariza (A Vacariza)
- Outeiros
- Rial (O Rial)
- San Lorenzo (San Lourenzo)
- Siabal

## Demografía

### Parroquia
| Gráfica de evolución demográfica de Siabal (parroquia) entre 2000 y 2023 |
|                                                                          |
| Datos según el nomenclátor publicado por el INE.                         |

### Lugar
| Gráfica de evolución demográfica de Siabal (lugar) entre 2000 y 2023 |
|                                                                      |
| Datos según el nomenclátor publicado por el INE.                     |